# Habib Cheikhrouhou
 (août 2019).
Si vous disposez d'ouvrages ou d'articles de référence ou si vous connaissez des sites web de qualité traitant du thème abordé ici, merci de compléter l'article en donnant les références utiles à sa vérifiabilité et en les liant à la section « Notes et références ».
Habib Cheikhrouhou (arabe : الحبيب شيخ روحه), né le 9 juillet 1914 à Sfax et mort le 27 janvier 1994 à Tunis, est un militant et journaliste tunisien. Il est le fondateur du groupe Dar Assabah dirigés à sa suite par ses fils Moncef et Raouf. 

## Biographie
Durant sa jeunesse passée à Sfax, il exerce plusieurs activités culturelles qu'il exploite à bon escient pour entrer dans le domaine du militantisme et s'engager pour la libération de sa patrie. Il dirige ainsi l'association de L'Étoile théâtrale.
C'est pourquoi il quitte Sfax pour la capitale, Tunis, où il exerce dans le domaine du commerce tout en conservant des relations avec la scène culturelle en général et avec le groupe dont il devient membre, Taht Essour, où il développe l'idée de créer un journal. Il noue également des rapports étroits avec le monde politique.
Le 1er février 1951, il prend l'initiative de la fondation du journal Assabah qui reste l'un des principaux pôles dans le domaine de l'information en Tunisie. Il ouvre les colonnes du journal aux leaders du mouvement national et à toutes les plumes militant pour la libération du pays et l'édification d'un État indépendant. Pour cela, Cheikhrouhou ne recule pas devant les sacrifices : multiples emprisonnements, exils, suspensions et clandestinité du journal. Malgré cela, il garde ses convictions intactes.
Il poursuit sa démarche sur cette voie jusqu'à sa maladie et son décès en 1994. À sa disparition, le groupe Dar Assabah qu'il a fondé reste entre les mains de sa famille.

## Distinctions
- Grand cordon de l'Ordre tunisien de l'Indépendance (1990)[1].